# Teodolinda
Teodolinda o Teodelinda (Ratisbona (?), 570 circa – Monza, 627 o 628) è stata regina consorte dei Longobardi e d'Italia dal 589 al 616 e reggente dal 616 al 624 durante la minorità del figlio Adaloaldo.
Figlia del duca dei Bavari, Teodolinda era una principessa di stirpe reale, discendente per parte materna della casata longobarda maggior portatrice del "carisma" regale, i Letingi. 
Per suggellare l'alleanza tra Bavari e Longobardi venne data in sposa ad Autari, re dei Longobardi, asceso al trono dopo una fase di assenza di potere regio. 
Morto Autari, forse per avvelenamento, dopo solo un anno di nozze Teodolinda si risposò con Agilulfo, duca di Torino, da cui ebbe un figlio, Adaloaldo, futuro re Longobardo e primo ad essere battezzato nella fede cattolica tricapitolina . 
Teodolinda, infatti, essendo cattolica, anche se aderente allo scisma dei Tre Capitoli, rappresentò il primo stabile collegamento tra i Longobardi ariani e la Chiesa cattolica di Roma, grazie ai suoi buoni rapporti con papa Gregorio I. L'opera di conversione al cattolicesimo del proprio popolo fu da lei promossa e avviata, avvalendosi anche dell'opera del missionario irlandese Colombano di Bobbio e venne completata sotto il regno di Cuniperto.
Donna bella e intelligente, fu molto amata dal suo popolo, che durante il suo regno e quello di Agilulfo poté godere di anni prosperi e fruttuosi. La regina fu una grande mecenate e fece erigere a Monza, città da lei resa capitale estiva del Regno longobardo, una ricca Basilica dedicata a san Giovanni Battista a cui donò numerosi oggetti d'arte e molte reliquie, il Palazzo reale e molti altri edifici religiosi nell'intera zona briantea e favorì la predicazione di San Colombano.
Dopo la morte di Agilulfo (nel 616) Teodolinda fu reggente per il figlio Adaloaldo fino alla sua maggiore età, ma quando questi venne deposto da una congiura di corte - dopo dieci anni di regno - si ritirò a vita privata e poco dopo morì. 

La Regina fu sepolta con tutti gli onori nella Basilica di San Giovanni e più tardi traslata nel nuovo Duomo di Monza, dove fu venerata dal popolo locale come beata, anche se la Chiesa non ne ha mai confermato il culto.
La sua figura, divenuta mitica, fu amatissima e divenne il fulcro di numerose leggende e storie popolari. La sua fama raggiunse l'apice nel XV secolo quando gli Zavattari furono chiamati a realizzare nel Duomo di Monza la celebre serie di affreschi con le Storie della regina Teodolinda, ciclo pittorico che costituisce il più ampio esempio italiano di Gotico internazionale.

## Biografia

### Origini della famiglia

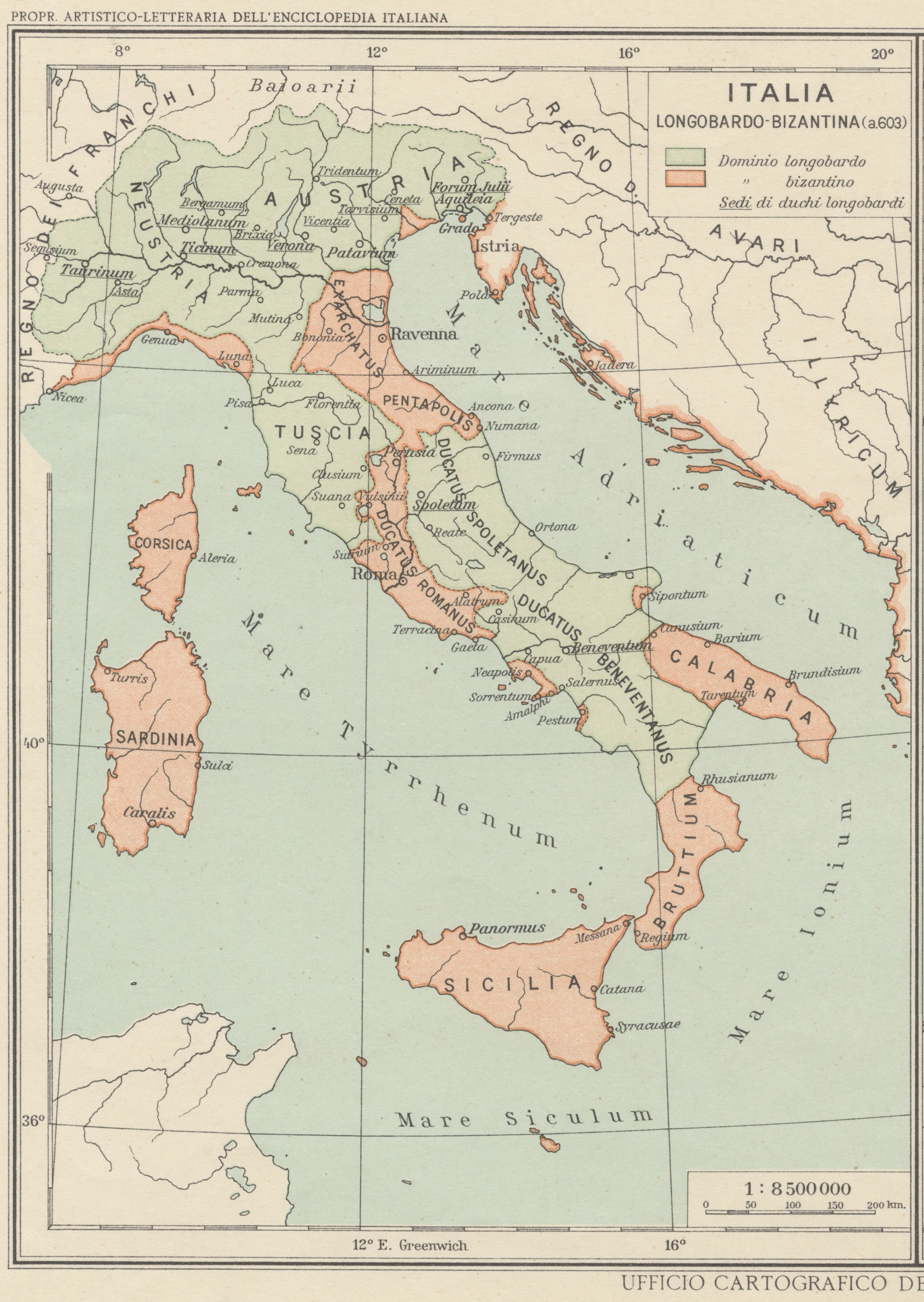
Mappa d'Italia nel 603 d.C.

Teodolinda era figlia di Garibaldo, primo duca dei Bavari - di stirpe franca - e di Valdrada, figlia di Vacone, re dei Longobardi tra il 510 e il 540. La stirpe cui apparteneva la madre di Teodolinda era quella dei Letingi, la fara longobarda regale più nobile, avvolta da una grande aura di rispetto e venerazione presso il popolo dei Longobardi. Aveva una sorella maggiore, il cui nome è ignoto, che nel 576 sposò Ewin, duca di Trento, e un fratello, Gundoaldo.
Di Teodolinda non si conoscono con certezza due dati importanti: la data e il luogo di nascita. Per la data si pensa che la principessa sia nata intorno al 570 o qualche anno dopo, ipotizzando che avesse circa vent'anni o poco meno al momento delle sue prime nozze, avvenute nel 589. Quanto al luogo forse fu Ratisbona, il principale insediamento del Ducato di Baviera e luogo dove sorgeva il palatium dei sovrani bavari.

Evangeliario di Teodolinda
Museo e tesoro del duomo di Monza.

Teodolinda è la forma italianizzata del nome della sovrana che si è consolidata nella tradizione storica e letteraria dell'Italia. Deriva dall'antico germanico theud (popolo) e lind (tiglio, per traslato scudo), ossia "scudo, protezione del popolo". Ci sono diverse grafie nelle fonti medievali a lei coeve e successive. Nell'Evangeliario di Teodolinda, un prezioso manufatto della sua epoca, il nome è Theodelenda, sul suo sarcofago - di epoca trecentesca - c'è la forma Theodellende, mentre Paolo Diacono la chiama Theudelinda. In un antico papiro del Tesoro del Duomo di Monza, andato perduto ma risalente al 650 e più volte trascritto, la forma del suo nome è Theodelinda, la stessa usata da Papa Gregorio I nelle lettere alla sovrana, che si aprono con la dicitura: «Gregorius Theodelindae Reginae». L'italianizzazione di quest'ultima forma è Teodelinda, da cui deriva la nostra forma - meno corretta - Teodolinda (il caso è analogo a quello di Teodorico il Grande, il cui nome italiano sarebbe più correttamente Teoderico).

### Primo matrimonio: Autari

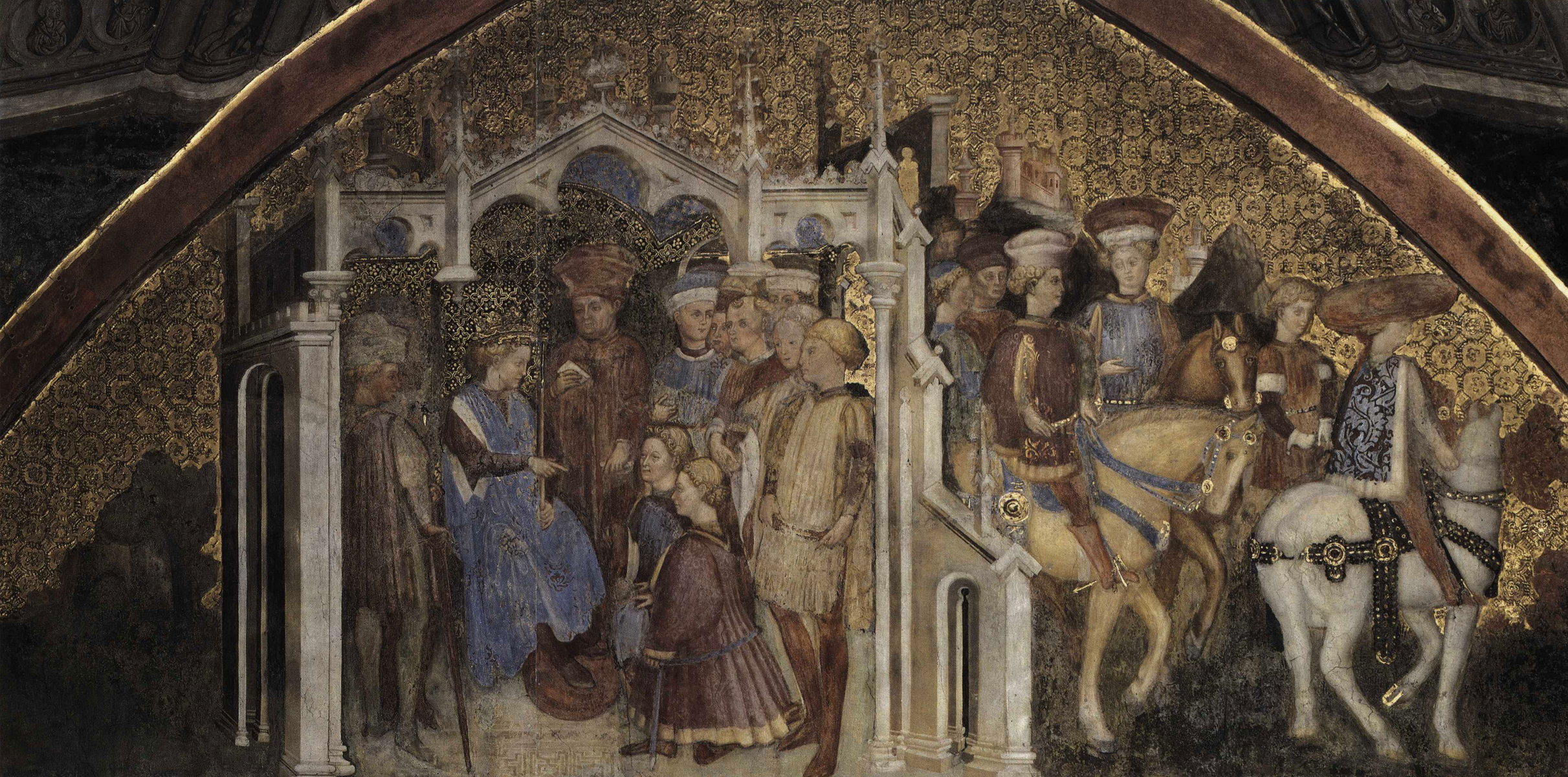
Re Autari manda degli ambasciatori del Re dei Franchi per chiedere la mano di sua sorella dagli affreschi della Cappella di Teodolinda del Duomo di Monza

Nel 588, sfumato un precedente fidanzamento con una sorella del re dei Franchi, Childeberto II, il re dei Longobardi Autari concluse il fidanzamento con Teodolinda. 
La scelta aveva un preciso risvolto politico: fallito il tentativo di arrivare ad una pacificazione con i Franchi, Autari aveva scelto lo scontro aperto, e di conseguenza cercato l'appoggio dei Bavari che, come i Longobardi, erano minacciati dai Franchi, allora in una fase di ascesa.
Lo storico Paolo Diacono narra di come re Autari si fosse unito all'ambasceria longobarda recatasi alla corte di Garibaldo, in incognito per poter meglio osservare l'aspetto della sua futura sposa.
Il matrimonio fu celebrato a Verona il 15 maggio 589, presso il campo di Sardi; il fratello di Teodolinda, Gundoaldo, fu nominato duca di Asti.

### Secondo matrimonio: Agilulfo

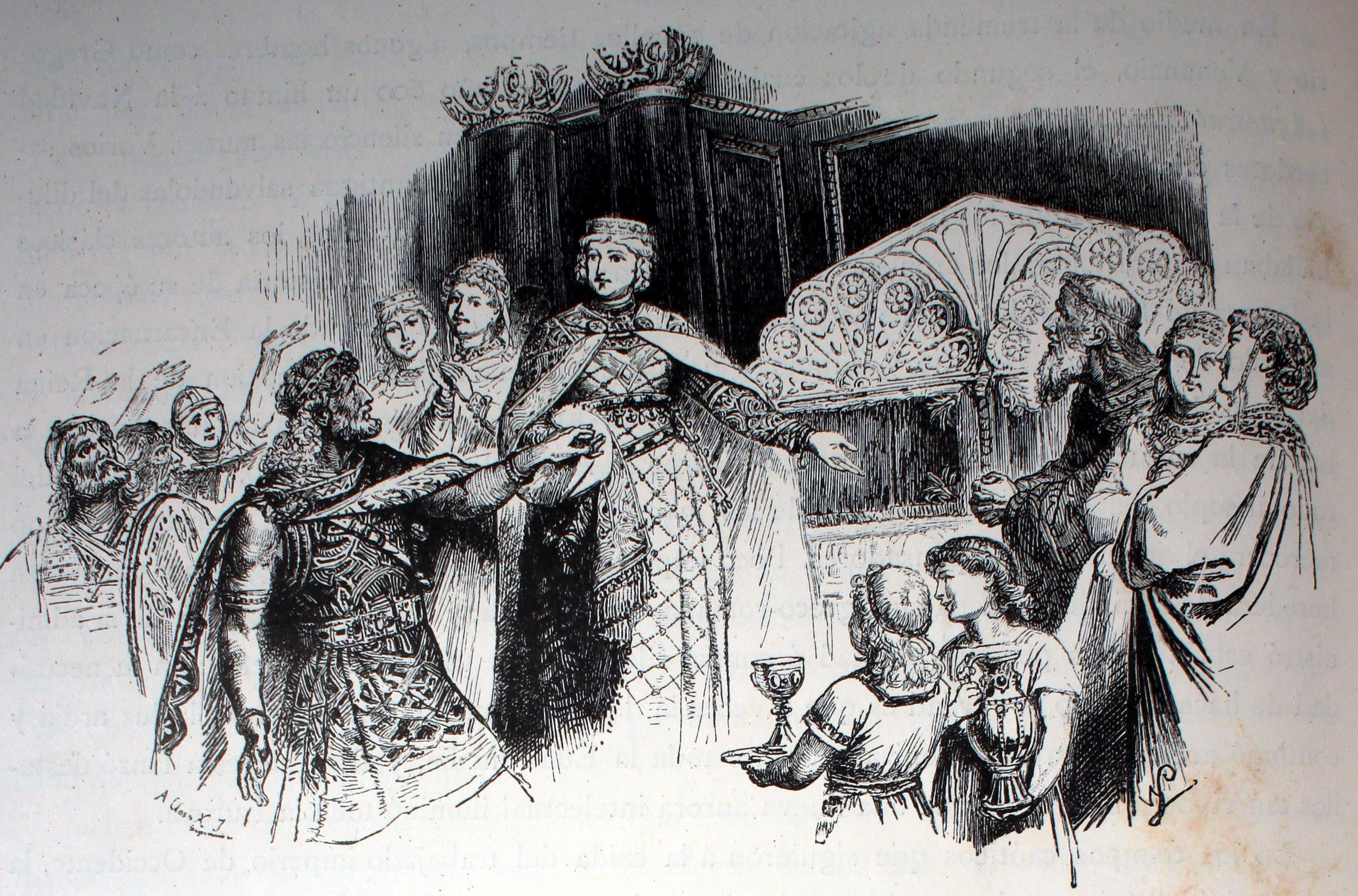
Il matrimonio tra Teodolinda e il duca di Torino Agilulfo

Autari morì improvvisamente (forse avvelenato) dopo poco più di un anno dal matrimonio, il 5 settembre 590. Secondo il racconto di Paolo Diacono, commovente anche se di dubbia veridicità, in quei mesi la regina letingia avrebbe a tal punto conquistato i Longobardi da far sì che il popolo, spontaneamente, le offrisse la possibilità di scegliersi un nuovo marito e re. La scelta sarebbe allora caduta sul duca di Torino, Agilulfo della stirpe di Anawas. Più verosimilmente quel matrimonio, celebrato nello stesso autunno del 590 a Lomello, era stato orchestrato dallo stesso Agilulfo, che nel maggio del 591, a Milano, avrebbe poi ricevuto l'investitura ufficiale a re in un'assemblea del popolo. La prassi della trasmissione del potere per via femminile, attraverso il secondo matrimonio della regina vedova, era comunque accolta dalla società longobarda.

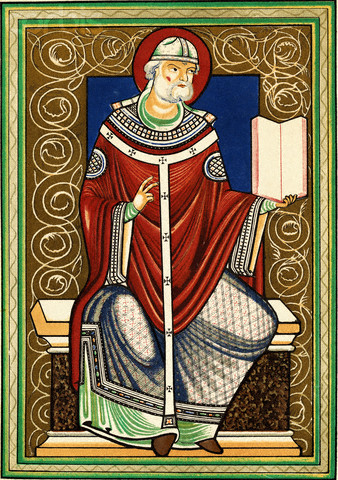
Icona raffigurante papa Gregorio I Magno

Teodolinda ebbe un notevole influsso sulle scelte politiche del marito. Cattolica (a differenza del marito e di gran parte del popolo longobardo, ariano e pagano), dopo un iniziale sostegno allo scisma (con ogni probabilità fino al 612 anno della morte del suo consigliere Secondo di Non) dialogò con la Chiesa di papa Gregorio I (590-604), con il quale intratteneva uno scambio epistolare. Tale scambio riguardò soprattutto la funzione di mediatrice che la regina esercitò per assicurare periodi di tregua nella guerra in corso fra Longobardi e Romani. Per il possibile influsso di Teodolinda, furono inoltre restituiti beni alla Chiesa, reinsediati vescovi e avviati sforzi per comporre lo scisma tricapitolino che divideva il papa di Roma al patriarca di Aquileia. In quegli anni il monaco Secondo di Non , tricapitolino, fu primo consigliere alla corte. Il figlio di Agilulfo e Teodolinda ed erede al trono, Adaloaldo, fu battezzato con rito cattolico nel 603, mentre l'aperto incoraggiamento dato dalla coppia regale alla riforma monastica di san Colombano approdò, nel 614, alla fondazione del monastero di Bobbio.

### Reggente

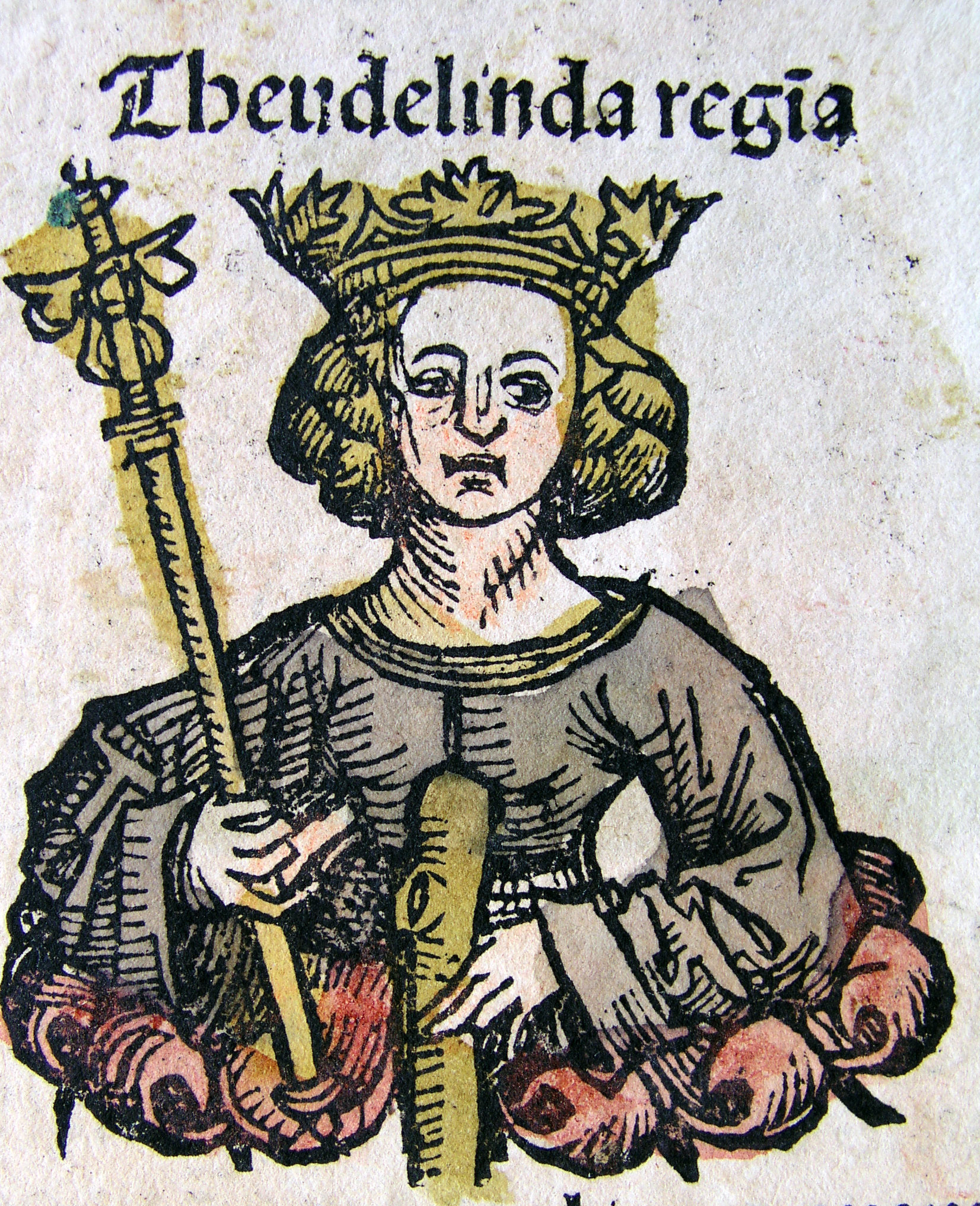
La regina Teodolinda in una miniatura delle Cronache di Norimberga

Agilulfo morì nel maggio del 616 lasciando il titolo al figlio Adaloaldo ancora minorenne, ma già associato al trono dal 604. Una possibile insidia per la successione avrebbe potuto essere rappresentata dal fratello di Teodolinda, il popolare Gundoaldo duca di Asti, ma poco prima questi era stato assassinato, si sospetta per iniziativa della stessa coppia reale. Teodolinda rimase al vertice del potere accanto al figlio, esercitando una reggenza e ricevendo il grande sostegno del duca Sundrarit, già comandante militare e uomo di fiducia di Agilulfo.
Come reggente, Teodolinda intensificò il suo appoggio alla Chiesa cattolica, anche per l'influsso esercitato dal consigliere latino Pietro, subentrato a Secondo. Non ci furono attacchi ai Bizantini, che pure in quegli anni erano in gravi difficoltà a causa della contemporanea pressione di Avari e Persiani, e anzi la diplomazia longobarda si impegnò nella ricerca di un accordo definitivo con l'imperatore. Lo scontento della maggior parte dei duchi si condensò intorno alla figura emergente di Arioaldo, duca di Torino e cognato di Adaloaldo (era marito di sua sorella Gundeperga). Nel 624, quando ormai Adaloaldo era maggiorenne ma non per questo Teodolinda aveva perso il suo influsso sulla politica, esplose il conflitto interno tra i ribelli e il re, sostenuto dal papa e dall'esarca di Ravenna. Infine Adaloaldo venne detronizzato e morì nel 626: gli succedette il cognato Arioaldo.

### Morte

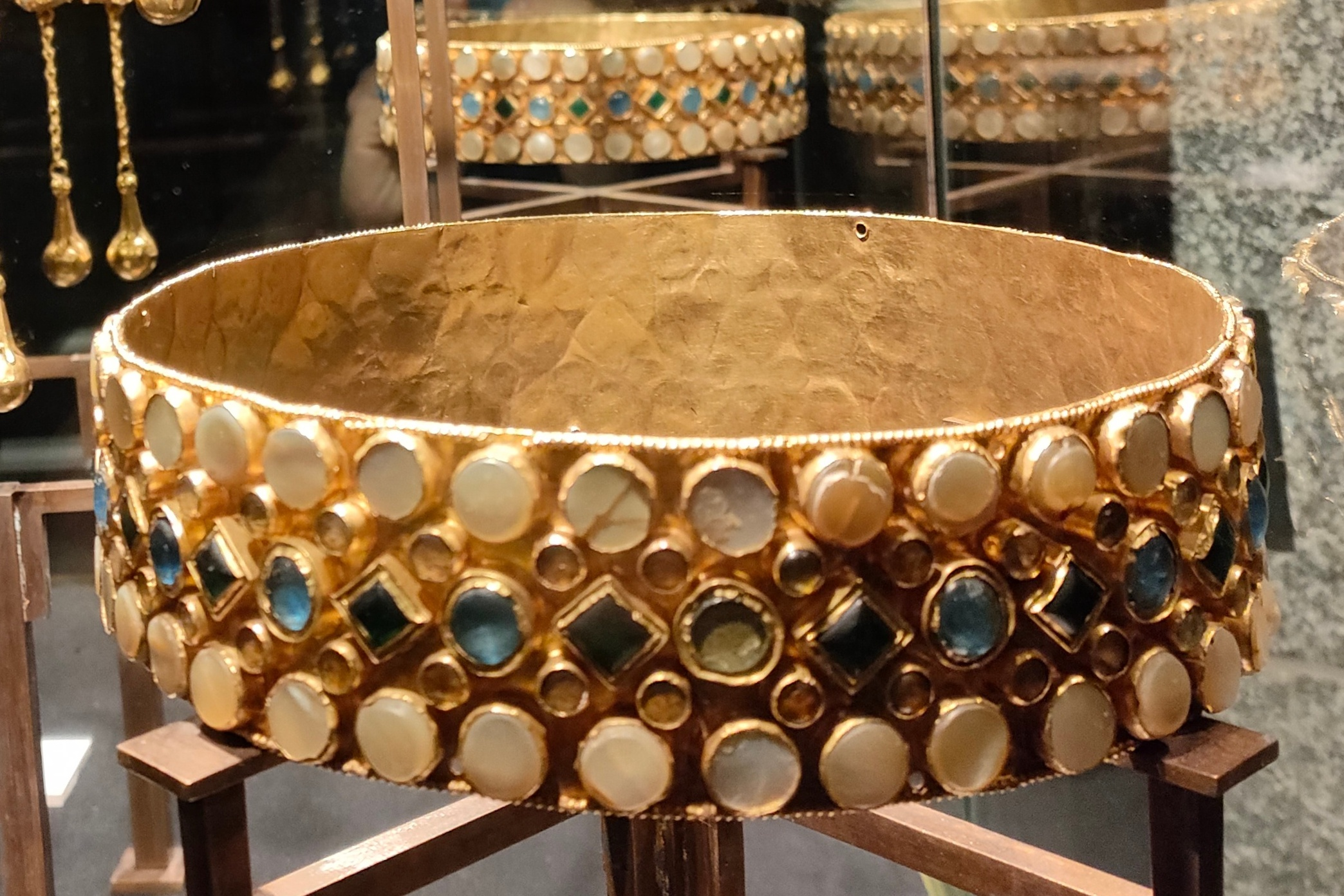
La corona della regina Teodolinda (Museo e tesoro del duomo di Monza)

Teodolinda morì nel 627 o nel 628 e fu sepolta in una tomba in terra, accanto al marito e al figlio, all'interno della basilica di San Giovanni da lei voluta. Più tardi, nei primi anni del XIV secolo, le sue spoglie furono trasferite in un sarcofago nell'omonima cappella dell'attuale duomo. 

Con la sua morte ha termine il periodo monzese dei re longobardi.

## Il legame fra Teodolinda e Monza

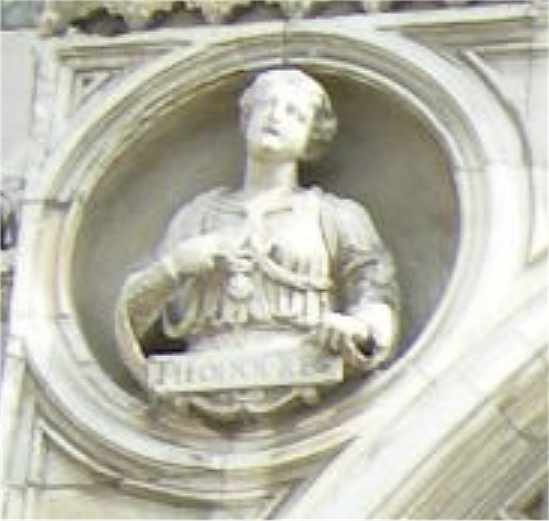
Angolo sinistro del protiro del Duomo di Monza con, nel tondo, il busto di Teodolinda

Autari e Teodolinda elessero Milano come propria capitale, al posto di Pavia, e utilizzarono Monza come residenza estiva. La storia di Teodolinda si intreccia così con quella di Monza, dove fece costruire un palazzo e una cappella palatina che poi, nel tempo, sarebbe diventata il nucleo primario del duomo di Monza.
Secondo la tradizione, Teodolinda aveva promesso di erigere un tempio a san Giovanni Battista ed aspettava un'ispirazione divina che le indicasse il luogo più adatto. Mentre cavalcava col suo seguito attraverso una piana ricca di olmi e bagnata dal Lambro, un giorno la regina si fermò a riposare lungo le rive del fiume. In sogno vide una colomba che si fermò poco lontano da lei e le disse "Modo" (qui); prontamente la regina rispose "Etiam" (sì) e la basilica sorse nel luogo che la colomba aveva indicato. Dalle due parole pronunciate dalla colomba e dalla regina venne il primo nome della città di Monza, Modoetia.

La croce di Teodolinda, Monza, Museo Serpero.

Nel 595 Teodolinda fece erigere un oraculum (cappella della regina) di pianta a croce greca; di questa prima costruzione rimangono oggi solo i muri, risalenti al VI secolo.
Alla morte della regina, sebbene l'edificio non fosse ancora terminato, vi fu tumulato il suo corpo, in una tomba terragna al centro della navata sinistra. Nel 1308, nel corso dei lavori di riedificazione, la sua sepoltura fu traslata, sempre nel duomo di Monza, nel sarcofago di pietra tuttora visibile e collocato alla fine del secolo nella cappella detta di Teodolinda, dietro l'altare che custodisce la Corona ferrea fatto erigere solo alla fine del 1800 su commissione di re Umberto I di Savoia ad opera di Luca Beltrami. Le pareti della cappella sono rivestite di affreschi (opera dei fratelli Zavattari, XV secolo) con le storie della vita della regina, come narrate da Paolo Diacono. La sua immagine compare più volte in Duomo, dalla lunetta trecentesca del portale di facciata ai quadroni settecenteschi della navata maggiore, e ne costituisce nel corso dei secoli uno dei principali leitmotiv iconografici.

### Fonti primarie
- Paolo Diacono, Historia Langobardorum (Storia dei Longobardi, Lorenzo Valla/Mondadori, Milano 1992)

### Letteratura storiografica
- Luca Beltrami, La tomba della Regina Teodolinda nella Basilica di S. Giovanni in Monza, in Archivio Storico Lombardo [raccolta], Serie 2, Volume 6, Fascicolo 3, Milano, Fratelli Bocca, settembre 1889,  pp. 665-678.
- Felice Bonalumi, Teodolinda. Una regina per l'Europa, Torino, San Paolo, 2006.
- Pier Maria Giusteschi Conti, Regine e diritto dinastico nella storia dei Longobardi, Bologna, 2003.
- Jörg Jarnut, Storia dei Longobardi, Torino, Einaudi, 2002.
- Alberto Magnani-Yolanda Godoy, Teodolinda la longobarda, Milano, Jaca Book, 1998.
- Marcello Vannucci, Teodolinda, Firenze, Le Lettere, 1994.